# Ranielli
Ranielli José Cechinato (ur. 19 grudnia 1970) – brazylijski piłkarz występujący na pozycji pomocnika.

## Kariera piłkarska
Od 1990 do 2002 roku występował w SE Palmeiras, Santos FC, Botafogo, Juventus, Goiás EC, Portuguesa, Ponte Preta, Avispa Fukuoka, Sport Recife, Matonense, EC Juventude, Ituano i Santa Cruz.